# Targhe d'immatricolazione dell'Ungheria

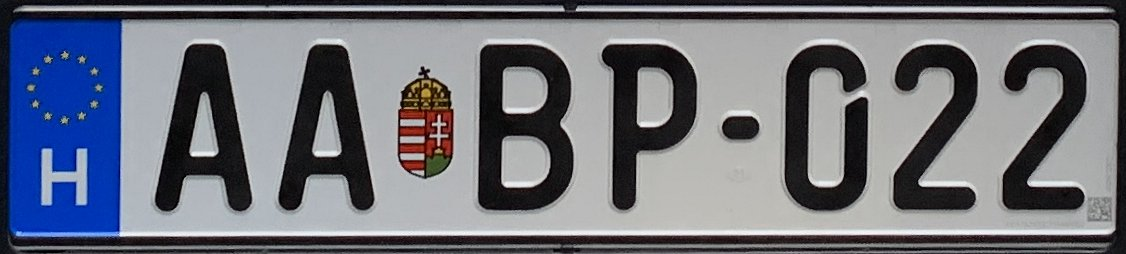
Targa ungherese standard del tipo introdotto il 1º luglio 2022

Le targhe d'immatricolazione dell'Ungheria sono destinate ai veicoli immatricolati nel Paese centroeuropeo.

## Descrizione del sistema in vigore da luglio 2022

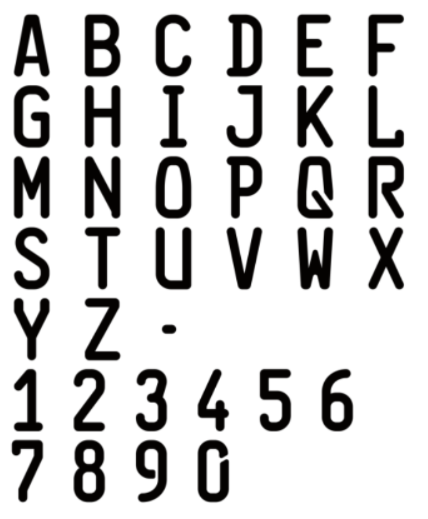
Lettere e cifre del font adottato nelle targhe emesse da luglio 2022

Ai sensi del decreto governativo n. 303/2021 (VI. 1) pubblicato il 1º giugno 2021, sono state introdotte nuove targhe a partire dal 1º luglio 2022. 
Le targhe emesse con il vecchio sistema rimarranno in circolazione fino a quando non dovranno essere sostituite. La differenza più importante è che i precedenti sei caratteri (tre lettere e tre numeri le cui combinazioni si sarebbero esaurite entro il 2025) sono stati sostituiti da sette caratteri (due coppie di lettere seguite da tre cifre), ai quali è stato aggiunto lo stemma nazionale. Grazie al nuovo font, in futuro saranno disponibili anche i caratteri che venivano utilizzati solo per le targhe personalizzate (I, O, Q). 
Esistono diverse funzionalità di sicurezza per prevenire la contraffazione delle nuove targhe. In primo luogo caratteri simili (più stretti e tozzi di quelli emessi in precedenza) sono anche difficili da convertire l'uno nell'altro. In secondo luogo il codice QR nell'angolo in basso a destra rende quasi impossibile la contraffazione, per via dell'identificatore ripetuto nel codice. Inoltre già dal 2016 ogni veicolo deve avere un bollino di controllo, incollato sull'angolo inferiore destro del parabrezza, con il numero di targa e un codice a barre al suo interno. 
Tutte le targhe d'immatricolazione sono contrassegnate con la banda blu UE a sinistra, banda che sarà aggiunta anche alle targhe dei veicoli che ne erano sprovviste. Manca lo stemma nazionale sulle targhe per portabiciclette e su quelle diplomatiche. 
Ai motocicli viene assegnata la stessa serie delle auto, a differenza di quanto avveniva nel sistema precedente, quando i suddetti veicoli avevano una lettera distintiva. Le motociclette con sidecar vengono immatricolate con due targhe, di cui una da esporre nella parte anteriore del sidecar.

### Dimensioni
- Formato standard UE: 520 × 110 mm

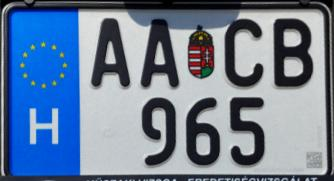
Targa su due linee di un motociclo con il nuovo sistema e formato

- Formato su due righe: 280 × 200 mm
- Formato su doppia linea di dimensioni ridotte per motocicli o veicoli (es. di produzione americana) il cui vano targa posteriore non si adatta alle dimensioni normali: 240 × 130 mm
- Formato speciale su tre righe: per ciclomotori a due o a quattro ruote: 130 × 240 mm

### Tipi in uso
| TX AA-999 |

| AA AA-999 |

| CD 999-999 |

| CD 9999 22 |

| OT AA-999 |

| RA 99-999 |

|  |

## Sistema cessato il 1º luglio 2022

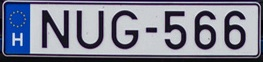
Grafica introdotta nel 2016 e cessata a luglio 2022

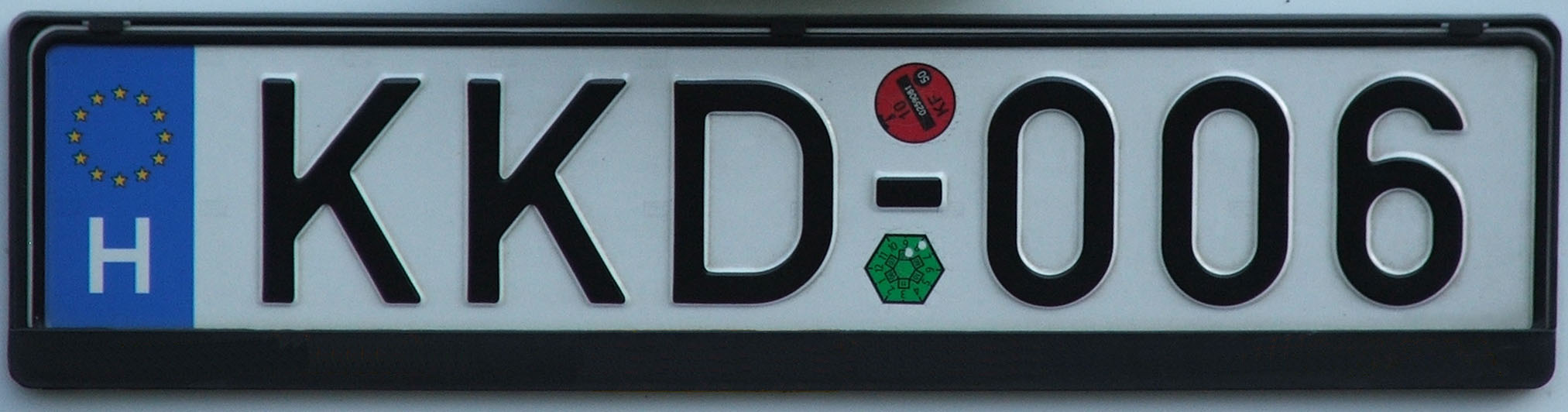
Formato utilizzato dal 1º maggio 2004 al 31 dicembre 2015

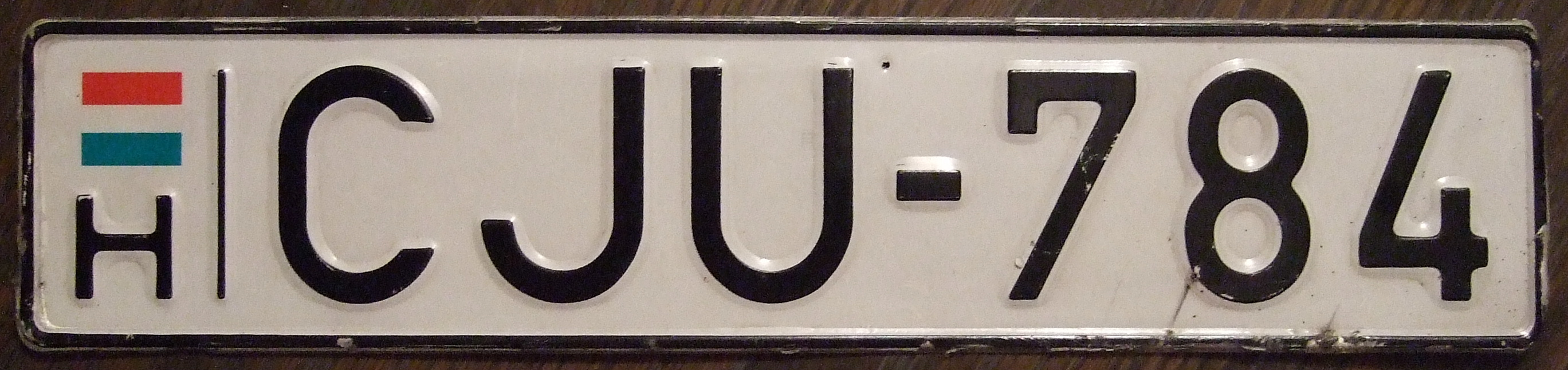
Formato emesso dal 1990 al 1º maggio 2004

Fino al 30 giugno 2022 le targhe automobilistiche ungheresi, la cui emissione era regolata dalla circolare n. 35 del 2000 del Ministero dell'Interno, avevano caratteri neri su sfondo bianco e potevano essere, come quelle attuali, su una o due righe; nel primo caso misuravano 520 × 110 mm, nel secondo 280 × 200 mm. Le combinazioni normali erano del tipo "ABC-123" (il trattino non era presente nelle targhe su due o tre linee); alla sinistra si trovava una banda blu con in alto le dodici stelle gialle in circolo dell'UE e in basso la sigla automobilistica internazionale dell'Ungheria, H, di colore bianco. Le targhe emesse prima che il Paese entrasse a far parte dell'Unione europea (fino al 30 aprile 2004) recavano al di sopra della sigla "H", di colore nero, la bandiera nazionale ed erano conformi allo Standard Ungherese MSZ 140/1990. Le combinazioni incominciarono con AAA-000 il 1º agosto 1990. La lettera "O" non veniva utilizzata in quanto si poteva confondere facilmente con la cifra "0".
Le dimensioni dei vari formati erano identiche a quelle del sistema attualmente in uso. 
Dal 1999 al 2016 sulla targa posteriore erano presenti due bollini adesivi fra lettere e cifre: quello esagonale indicava la data di scadenza della revisione periodica del veicolo, quello rotondo la data entro cui doveva essere effettuato il controllo dei gas di scarico. 
Risalire all'età del veicolo o alla provenienza è sempre stato possibile, dal momento che le targhe erano e sono tuttora emesse da un ufficio centrale di ogni comune con diritto di emissione. 

### Targhe personalizzate

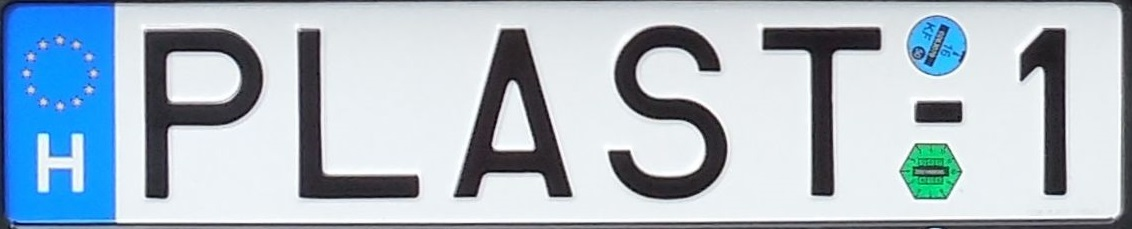
Targa personalizzata del tipo 2004–2016

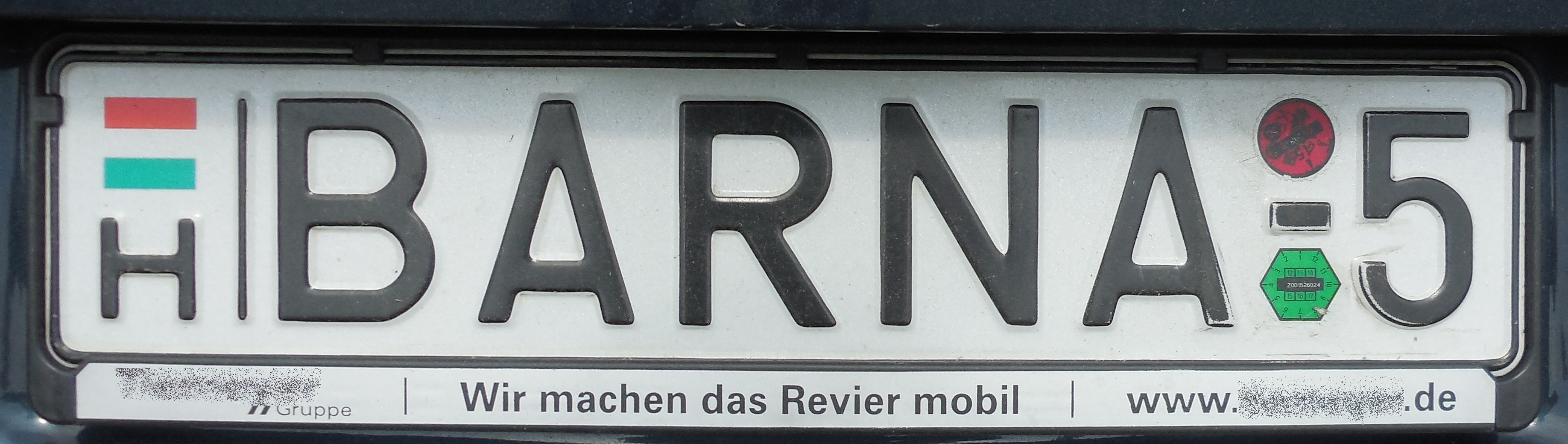
Targa personalizzata del tipo 1990–2004

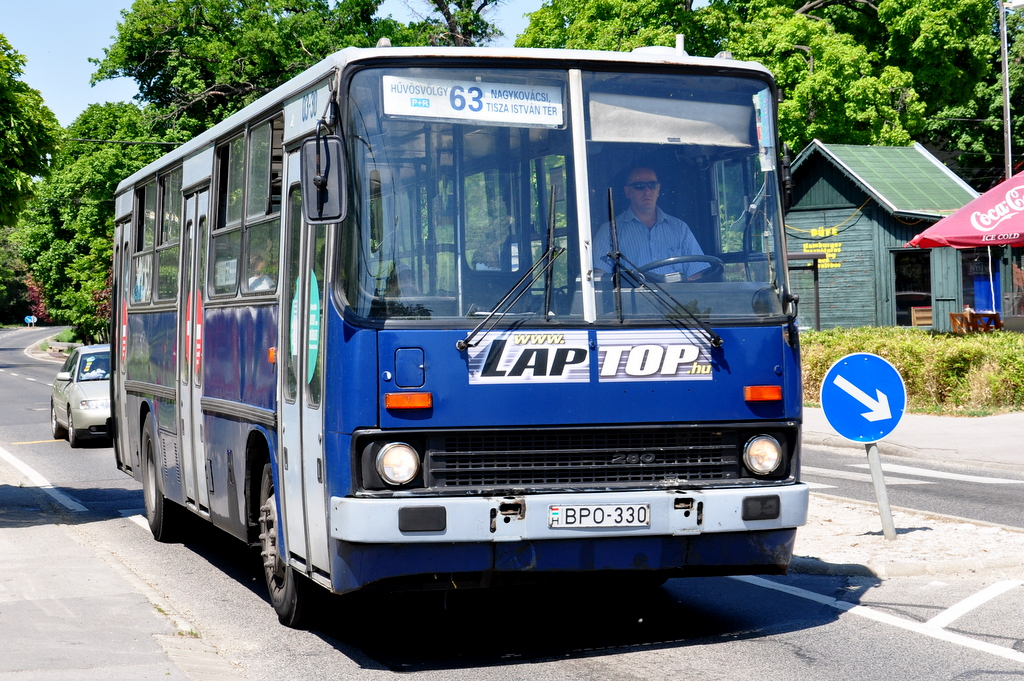
La combinazione di lettere "BPO" (emissione cessata il 7 febbraio 1999) su un autobus della BKV

Prima che si passasse al sistema attuale, in Ungheria esistevano due sistemi non sequenziali utilizzabili a pagamento: il primo consentiva di scegliere qualsiasi blocco alfanumerico libero nel sistema "xxx-123", il secondo permetteva qualunque combinazione di sei caratteri, purché non fosse offensiva, blasfema, intimidatoria od oscena. Il costo variava da un minimo di 350 € per le targhe con tre lettere e tre cifre a un massimo di 1400 € per quelle con quattro lettere e due cifre (del tipo xxxx-12) o cinque lettere e una cifra (del tipo xxxxx-1). 
In base a questo sistema, alcune istituzioni, organizzazioni, società pubbliche o private si erano riservate l'uso di determinate combinazioni: per esempio la televisione di Stato ungherese Magyar Televízió aveva scelto "MTV" come prime tre lettere delle targhe dei propri veicoli, il blocco alfanumerico peculiare di alcuni ministeri era GOV-123, ecc. Le combinazioni non sequenziali più frequenti erano le seguenti:
- BMW-002 – BMW-232: targhe acquistate da concessionarie della BMW in Ungheria
- BNET-12, BRNT-12: veicoli del gruppo Broker Net
- BPI-123, BPO-123: autobus dell'azienda di trasporti di Budapest (Budapesti Közlekedési Vállalat - BKV, emissione cessata il 7 febbraio 1999)
- MAK-123: veicoli dell'Autoclub ungherese (Magyar Autóklub)
- MCD-123: veicoli della McDonald's ungherese
- MKA-123: veicoli della Corte Costituzionale Ungherese (Magyar Köztársaság Alkotmánybírósága)
- MNB-123: veicoli della Banca nazionale ungherese (Magyar Nemzeti Bank)
- MSC-123: targhe assegnate ai concessionari della Magyar Suzuki Corporation
- MSZ-123: veicoli dell'organismo di assistenza ungherese dell'Ordine di Malta (Magyar Máltai Szeretetszolgálat)
- MTV-123: veicoli della televisione nazionale Magyar Televízió
- MVK-123: automezzi della Croce Rossa Ungherese (Magyar Vöröskereszt)
- PAE-123, PAV-123: veicoli della centrale nucleare di Paks
- PANDA-1: vetture del WWF Ungheria
- PEP-123: veicoli della Pepsi Ungheria
- PRTKL-1: vetture del Ministero degli Affari Esteri e del Commercio utilizzati per compiti di protocollo
- PTE-123: veicoli dell'Università di Pécs (Pécsi Tudományegyetem)
- REG-123: veicoli della Regeda Informatics
- REN-123: targhe acquistate da concessionarie Renault in Ungheria
- SCH-123: veicoli della Schachermayer Ltd.
- SKF-123: veicoli della SKF Swedish Ball Bearing Zrt.
- SNET-12: veicoli della Sciennet
- SOS-501 – SOS-520: automezzi del Servizio di Ambulanza SOS Ungheria
- TCS-001: automezzo della Squadra Antincendio dei Vigili del Fuoco Metropolitani di Pest
- TCS-002: automezzo della Squadra Antincendio dei Vigili del Fuoco Metropolitani di Buda
- TOI-123: veicoli della società di servizi igienici mobili TOI-TOI (ora Yoo!)
- UFS-123: vetture di servizio dell'UFS (United Financial Services Group)
- VWO-123: targhe acquistate da concessionarie Volkswagen in Ungheria
- WPX[5]-123: veicoli della DHL

### Varianti del formato standard (x = lettera seriale)

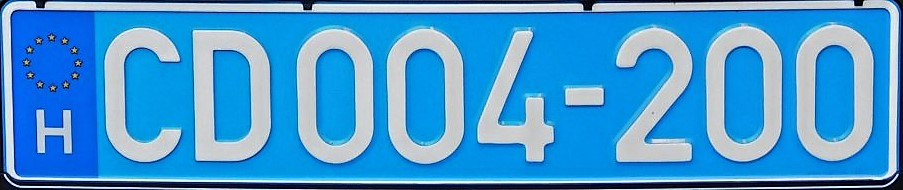
Targa diplomatica con design introdotto nel maggio 2017

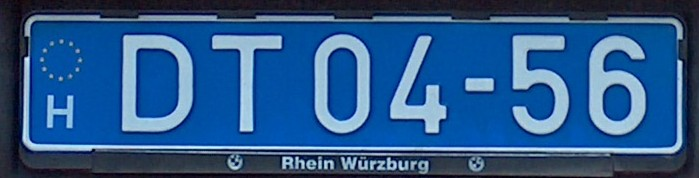
Targa diplomatica con grafica utilizzata dal 2004 a fine aprile 2017

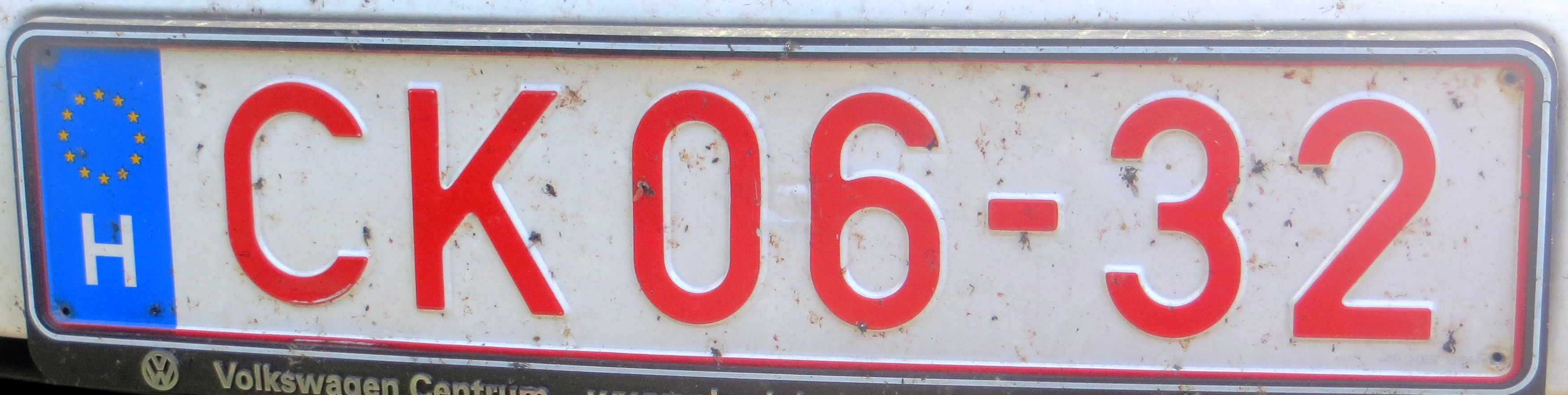
Targa di un'auto del personale non diplomatico accreditato presso un'ambasciata o un consolato

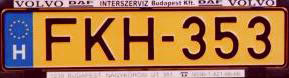
Formato per autocarri

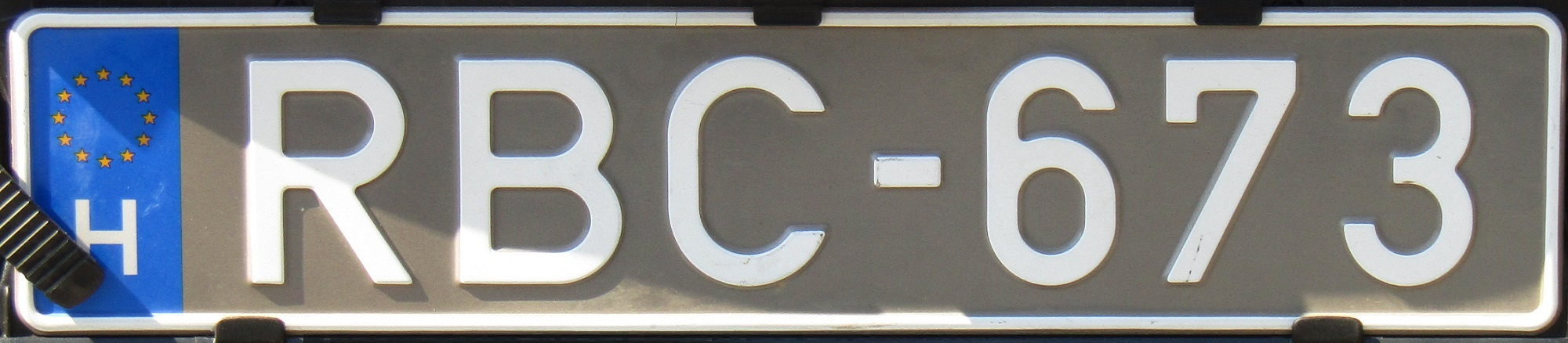
Targa ripetitrice per portabiciclette da gancio di traino

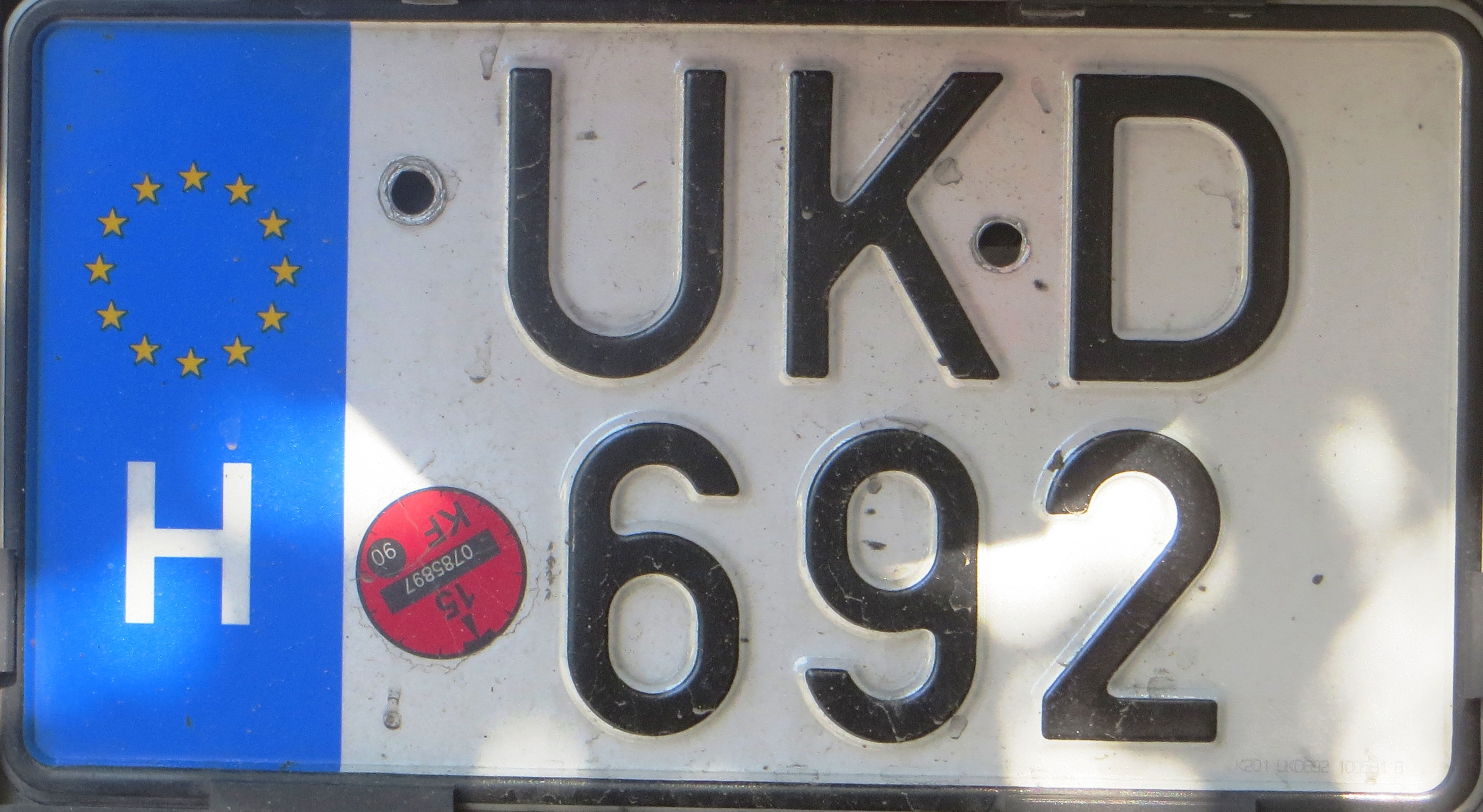
Formato per motocicli

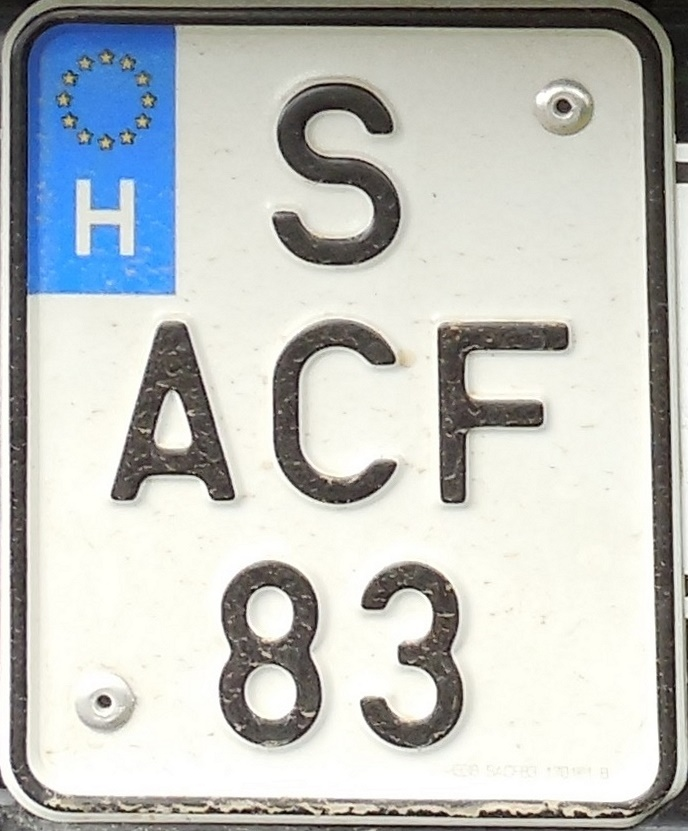
Targa di un ciclomotore

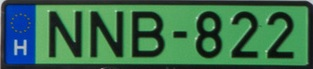
Formato per veicoli elettrici o ibridi plug-in

- C-x 1234: veicoli intestati a persone non residenti in Ungheria (emissione terminata il 1º aprile 2009).
- CD 012-345 o CD012/345: Corpo diplomatico (da maggio 2017).  Caratteri bianchi su fondo celeste. Le prime tre cifre identificavano lo Stato alla cui rappresentanza diplomatica, accreditata presso la repubblica ungherese, la targa era assegnata.
- CD 12-34: veicoli di diplomatici in procinto di lasciare definitivamente l'Ungheria. Avevano caratteri neri come nel formato attualmente in uso. Validità massima: 30 giorni. Le prime due cifre, come nel codice tuttora in uso "CK", identificavano il Paese della delegazione o l'organizzazione internazionale.
- CK 12-34: Personale non diplomatico accreditato presso un'ambasciata o un consolato. Caratteri rossi su fondo bianco.
- DT 12-34: Corpo diplomatico (Diplomáciai Testület). Avevano caratteri bianchi su fondo blu dal 2004 (prima era celeste). Le prime due cifre, come nell'altro codice cessato "HC", identificavano lo Stato alla cui rappresentanza diplomatica, accreditata presso la repubblica ungherese, la targa era assegnata. Emissione cessata a maggio 2017 (vd. sopra).
- Exx-123: targa commerciale di un taxi, su fondo giallo.
- Fxx-123: targa commerciale di un camion, su fondo giallo. Questa sequenza era anche riservata ai rimorchi fino al 30 aprile 2004.
- HC 12-34: veicoli di Consoli onorari (emissione terminata nel 2003[6]).
- Hx 12-34: veicoli delle Forze di Difesa; la legge 35/2000 obbliga tuttora le targhe degli automezzi militari a iniziare con "H", che sta per Honvédség (cioè "Esercito" in ungherese).
- M123456 o M12/3456: macchine agricole. Caratteri verdi su fondo bianco.
- MA 12-34: veicoli del Servizio Nazionale di Ambulanza (Mentőautó).
- OT 12-34: veicoli d'epoca (Oldtimer).
- RB 12/34: targa su due righe per veicoli della Polizia (Rendőrség).
- RK 12-34: targa su una riga per veicoli della Polizia.
- RR 00-01–RR 49-99: autoveicoli dell'Amministrazione penale.
- RR 50-00–RR 99-99: autoveicoli dell'Amministrazione delle imposte e delle dogane.
- S/xxx/12: ciclomotori.
- Sxx-123, Rxx-123, Pxx-123, Nxx-123: veicoli elettrici o elettrici ibridi plug-in. Caratteri neri su fondo verde (da ottobre 2015)[7].
- SP 12-34: autoveicoli o motocicli partecipanti a competizioni sportive, per esempio rally.
- Uxx-123: motoveicoli.
- Wxx-123 (dal 2015), Xxx-123 (dal 1º maggio 2004 al 2015): rimorchi. Caratteri neri su fondo bianco.
- xxx-123: targa ripetitrice per portabiciclette da gancio di traino. Caratteri bianchi su fondo grigio scuro (da aprile 2017)[8].
- Yxx-123 o Yxx/123: veicoli lenti, con velocità massima di 60 km/h. Caratteri rossi su fondo bianco.
- 1xx123: veicoli utilizzati all'interno dell'aeroporto di Budapest[9].

### Codici utilizzati nelle targhe temporanee (prive di banda blu)

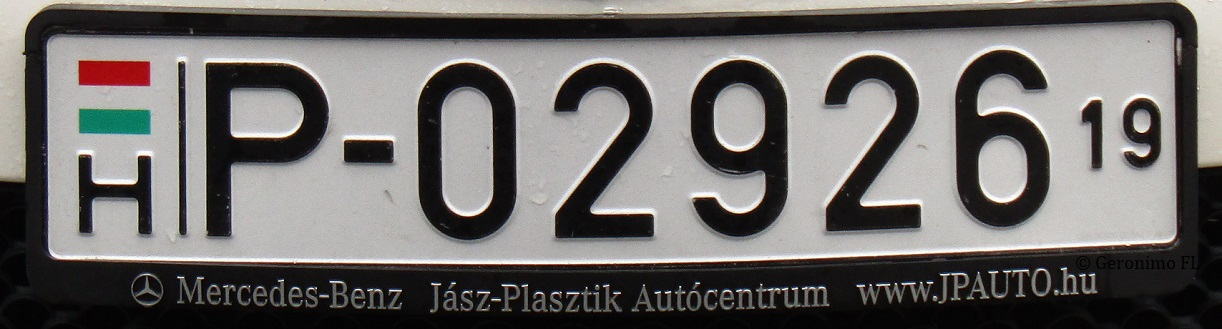
Targa prova; il numero "19" di dimensioni ridotte a destra indicava l'anno della validità, cioè il 2019

- E-12345: immatricolazioni provvisorie (validità massima: 30 giorni)
- P-12345: veicoli sperimentali (es.: prototipi) o in prova (Próba) in grado di trasportare solo una persona per volta
- V-12345: veicoli importati in Ungheria
- X-x 1234: veicoli a noleggio (emissione terminata a luglio 2004)
- Z-12345: veicoli da esportazione

## Sistema terminato nel 1990

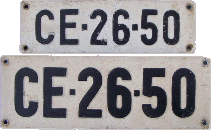
Targhe anteriore e posteriore con sistema e formato in uso dall'autunno 1958 al 31 luglio 1990

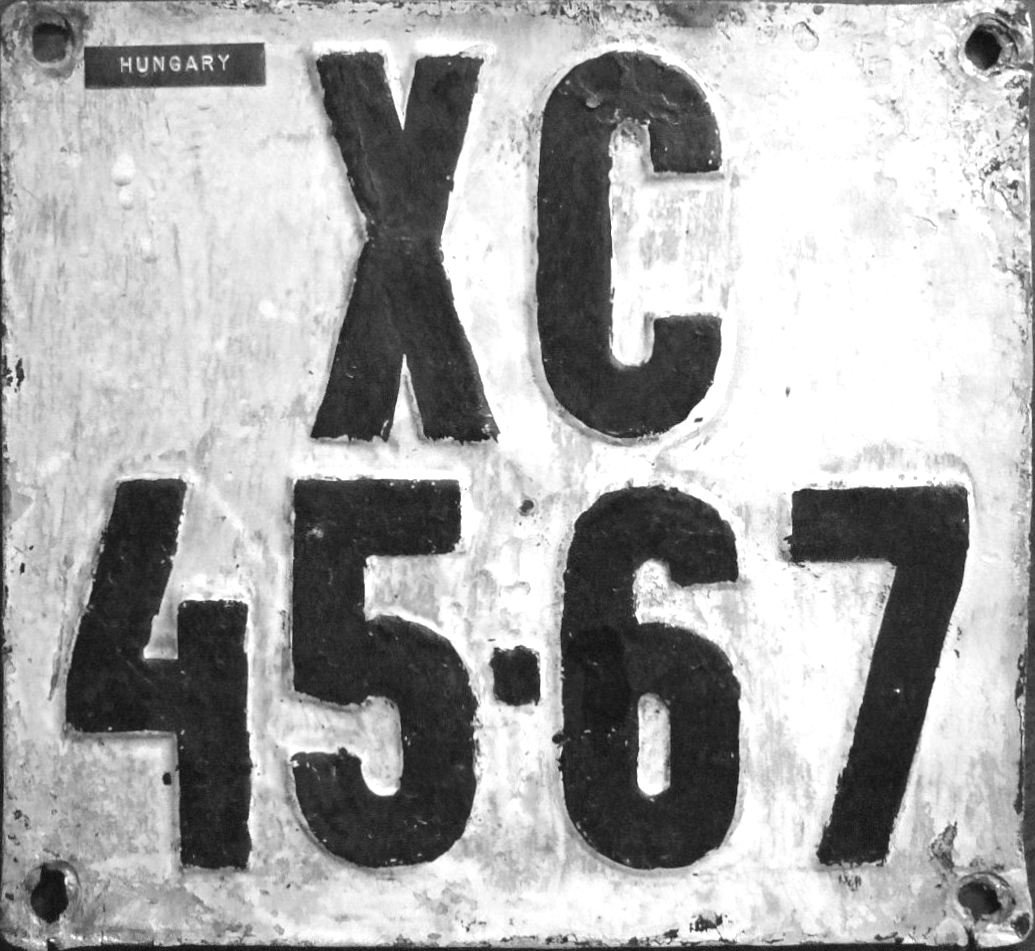
Formato su due righe per rimorchi

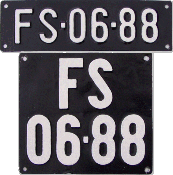
Targa di un camion di proprietà del Governo

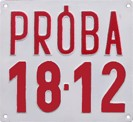
Targa prova per concessionari

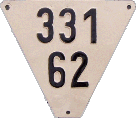
Formato triangolare per macchine agricole

Dall'autunno 1958 al 31 luglio 1990 le targhe ungheresi standard misuravano 300 × 90 mm (quelle anteriori) e 370 × 110 mm (quelle posteriori); erano composte da due lettere e due numeri di due cifre, del tipo AB·01·01 o su doppia linea AB/01·01, che non fornivano nessuna indicazione sulla provenienza. Le lettere iniziali assegnate alle autovetture erano C, E, G, I, K, P, T, U e Z. Non mancavano tuttavia codici speciali, alcuni dei quali uguali a quelli utilizzati nei sistemi successivi, riservati a categorie specifiche di veicoli o a immatricolazioni provvisorie:
- A: veicoli riservati alle più alte cariche dello Stato
- AA: auto ufficiale del Presidente del Consiglio
- AB–AG, AL–AO: veicoli per lavori pubblici - uso privato
- AP, AT–AX, AZ (caratteri bianchi su sfondo nero): veicoli per lavori pubblici - uso ufficiale
- AY: veicoli intestati a compagnie straniere
- BA–BS: veicoli dell'amministrazione statale, di cooperative di produttori, aziende agricole statali, organizzazioni sociali
- BT–BZ: autobus di compagnie pubbliche e private (dal 1982)
- CC (caratteri rossi): personale senza status diplomatico accreditato presso un'ambasciata
- CK (caratteri rossi): funzionari diplomatici in missione in Ungheria
- CD: veicoli di capi di missioni diplomatiche o di diplomatici che si apprestano a lasciare definitivamente l'Ungheria
- DT (caratteri bianchi su fondo celeste): Corpi diplomatici
- E-12·34 (lettera rossa, cifre nere): targa sostitutiva
- EA–EZ: motocicli >125 cm³ (reimmatricolati dal 1986)
- ET, EX: rimorchi
- FA–FF, FH–FZ: camion di proprietà del Governo, bus-restaurant, furgoni della Posta, autopompe (fino al 1986)
- FG: carri funebri (dal 1968 al 1986)
- GA, GC, GE, GF (caratteri bianchi su fondo nero):  autobus pubblici (fino al 1982)
- GB, GD, GH: autobus e minibus privati (fino al 1982)
- HA–HZ: veicoli dell'Esercito
- JA–JD (caratteri bianchi su fondo nero): taxi circolanti nella provincia di Budapest
- JL (caratteri bianchi su fondo nero): taxi (esclusa la provincia di Budapest), auto da turismo
- JM: rimorchi
- LA–LZ: motocicli ≤125 cm³
- MA–MB: ambulanze
- MC–MR: motocicli ≤125 cm³
- MS–MZ: motocicli >125 cm³ (dal 1986)
- NL–NV, NX–NZ: roulotte, carrelli appendice
- NW: motocicli con sidecar
- PA: veicoli della Posta, automezzi del Corpo nazionale dei Vigili del fuoco
- PF: veicoli della Posta
- PRÓBA (lettere rosse, cifre rosse o nere): targa prova per proprietari di concessionarie, autofficine, garage
- QA–QZ: motocicli ≤125 cm³
- RA–RB, RT–RZ: Polizia, Guardia di frontiera
- RF: automezzi pesanti (camion, autobus trasportatori di truppe) della Polizia e della Guardia di frontiera
- RK–RO: motocicli della Polizia
- RR: veicoli della Polizia di frontiera, dell'Amministrazione nazionale delle imposte e delle dogane, dell'Amministrazione penale
- RS (caratteri bianchi su fondo nero): veicoli per lavori pubblici - uso ufficiale (dal 1988)
- SA–SZ: camion di cooperative agricole od organizzazioni sociali (fino al 1982), camion privati (dal 1982)
- TA, TL, TO, TU: automezzi del Corpo nazionale dei Vigili del fuoco
- UH: carri funebri (fino al 1968)
- VA–VU: macchine agricole, trattori stradali
- VÁM·123·12: (lettere rosse, cifre nere) immatricolazioni provvisorie per veicoli importati[11]
- XA–XW, XY (caratteri bianchi su sfondo nero o neri su sfondo bianco a seconda che il fornitore delle targhe sia rispettivamente pubblico o privato): rimorchi, rimorchi agricoli di cooperative
- XX: autovetture a noleggio
- YA–YG (caratteri bianchi su sfondo nero, fino al 1986), YJ–YK: camion adibiti a trasporto pubblico della compagnia Volán
- YA–YI: camion di proprietà del Governo, bus-restaurant, furgoni della Posta, autopompe, carri funebri (dal 1986)
- YL–YZ: rimorchi
- Z-12·34 o Z·12·34 (lettera rossa, cifre nere): targa di transito temporaneo
- 123/45 (targa triangolare): macchine agricole
- 12/345 (targa triangolare): veicoli lenti